# Niger világörökségi helyszínei
Niger területéről eddig három helyszín került fel a világörökségi listára, tizenkilenc helyszín a javaslati listán várakozik a felvételre.
| | Aïr és Ténéré Természeti Rezervátumok |
| 1991 |                                       |
| A veszélyeztetett világörökségi helyszínek listájára került: 1992 |                                       |
| Természeti (VII)(IX)(X) |                                       |
| Védett terület: 7 736 000 ha, hivatkozás: 573 |                                       |
| A természeti rezervátum 77 000 négyzetkilométeren fekszik az ország északnyugati részén, ez Afrika második legnagyobb védelem alá vont területe. Hozzá tartozik a 400 kilométer hosszan elnyúló Aïr-hegység és kelet felé a Ténéré-sivatag, egy kavicsos, homokos síkság, ami fokozatosan homokdűnékbe olvad. A térség rendkívül száraz, előfordul, hogy évekig nem esik eső és szélsőséges a hőmérséklet ingadozás is. Az Aïr-hegység vulkanikus eredetű, egy sziklával borított masszívum, amelynek kristályos síksága középen 700 méter magasra emelkedik. A hegység legmagasabb pontja a 2310 méteres Grébuon-hegy. A hegység a rezervátum központja, amely a száheli régió állat- és növényvilágának ad otthont. Déli oldala az átlagnál csapadékosabb ezért délnyugati lejtői füves préri borítja. Ahol a földalatti vizek hozzáférhetőek pálmafák és akáccserjék élnek, a magasabban fekvő területeken pedig az olajfák és a ciprusok is megmaradnak. A rezervátumban fontos haszonnövények (olajfa, köles és cirok) vad változatai is élnek. A hely jellegzetes állatai az aïri muflonok, a vadszamarak és a sivatagi rókák. A terület már 9000 évvel ezelőtt is lakott volt, amit a hegylánc északi részén talált sziklavésetek bizonyítanak. A legkorábbi rajzok i. e. 7000-re datálhatók, míg a legkésőbbiek i. e. 3000 körül készültek. A vésetek háziállatokat ábrázolnak és a mainál nedvesebb éghajlatról tanúskodnak. A térségben uralkodó zavaros politikai helyzet miatt a helyszín felkerült a Veszélyeztetett világörökségi helyszínek listájára. |                                       |

| | W Regionális Park |
| Benin, Burkina Faso és Niger közös világörségi helyszíne |                   |
| 1996, kiterjesztés: 2017 |                   |
| Természeti (IX)(X) |                   |
| Védett terület: 1 494 831 ha, puffer zóna: 1 101 221 ha, hivatkozás: 749 |                   |
| A nemzeti park, Nyugat-Afrika legnagyobb természetvédelmi területe a szavanna és az erdő közötti átmeneti régióban fekszik. Több ország osztozik rajta - Niger mellett Burkina Faso és Benin - de kezdetben csak a Nigerben fekvő 2200 négyzetkilométeres részét vették fel a világörökségi listára. A 2017-es ülésszakon kiterjesztették, így jelenleg a három ország közös világörökségi helyszíne. A park nevét a Niger folyó kanyargós, W alakú szakaszáról kapta. A folyó jobb partján szavannás, erdős területek és a szudáni-guineai zóna galériaerdői keverednek. A keveredés eredményeképpen élővilága sokszínű, számos növény- és állatfajjal. Eddig hozzávetőlegesen 70 emlősfajt és 350 madárfajt dokumentáltak. A lápos részek kiemelt fontosságú életterei az itt élő madaraknak. A madarak egy része időszakos költözés miatt nagy területet igényel és mivel a park összefügg több a szomszédos országokban védelem alá vont részeivel ez segíti ezen fajok túlélését. A park nagy testű emlőseiről is híres, megtalálható köztük a földimalac, a pávián, a bivaly, az Anubisz pávián, a gepárd, az elefánt, a víziló, a párduc, az oroszlán, a szervál, és a varacskos disznó. Az ismert növényfajok száma 454 ezek közül két orchideafaj csak Nigerben él. A Niger folyóba ömlik a Mékrou, ami egy mély szurdokot vágott a homokkőbe. Esős évszakban a folyó zuhatagok sorává válik, a száraz évszakban kiszárad és medrében vízililiomok nőnek. |                   |

| | Agadez történelmi központja |
| 2013 |                             |
| Kulturális (II)(III) |                             |
| Védett terület: 77,6 ha, puffer zóna: 98,1 ha, hivatkozás: 1268 |                             |
| A sivatag bejárataként ismert Agadez a Szahara déli részénél a 15. és a 16. század között fejlődött várossá, amikor az Aïr Szultanátus megalakult és a tuareg törzsek letelepedtek a településen. Tiszteletben tartották az addig kialakult táborhelyeket, ebből alakult ki a város jellegzetes utcarendszere ami a mai napig fennmaradt. A város a karavánokkal lebonyolított kereskedelem egyik fontos csomópontja volt. 11 szabálytalan alakú negyedre osztották amelyek agyagtéglából emelt lakóházakból állnak. Középületei közé tartozik egy jó állapotban megmaradt palotaegyüttes és vallási épületek, ezek közül legfontosabb egy 27 méter magas teljesen agyagtéglákból emelt minaret, ez a legmagasabb agyagból készült minaret a világon. Az itt élők közül sokan ma is őseik mesterségeit folytatják vagy kereskednek és őrzik hagyományaikat. A történelmi városközpontban napjainkban is körülbelül húszezren laknak. A lakóépületek jelentős része amelyek még a szultanátus idejében emelt középületek köré csoportosulnak változó állapotban vannak, míg a középületek karbantartására nagy gondot fordítanak. A helyszínt nem fenyegeti közvetlen veszély, viszont újabb építkezések, villanyvezetékek rontják az összképet. |                             |

## Javasolt helyszínek
| Név                                                                                     | Kép | Típus      | Kritérium        | Év   | Hiv. |
| --------------------------------------------------------------------------------------- | --- | ---------- | ---------------- | ---- | ---- |
| Csád-tó kultúrtáj Csád, Kamerun, Niger és Nigéria közös jelölése                        |     | vegyes     | II, III, VII, IX | 2018 |      |
| W Nemzeti Park, régészeti helyszínek                                                    |     | kulturális | I, III, IV       | 2006 |      |
| Zinder óvárosa                                                                          |     | kulturális | -                | 2006 |      |
| Zarmakoye-palotá, Dosso                                                                 |     | kulturális | -                | 2006 |      |
| Tahoua régió mecsetei                                                                   |     | kulturális | -                | 2006 |      |
| Sóút, a Szahara kulturális útvonalai                                                    |     | kulturális | -                | 2006 |      |
| Djado magaslata és erődje                                                               |     | kulturális | I, III           | 2006 |      |
| Bura régészeti helyszín                                                                 |     | kulturális | -                | 2006 |      |
| Lougou                                                                                  |     | kulturális | VI               | 2006 |      |
| Zsiráfzóna                                                                              |     | természeti | IX               | 2006 |      |
| Termit-hegység                                                                          |     | természeti | VII              | 2006 |      |
| Galbedji állatrezervátum                                                                |     | természeti | IX               | 2006 |      |
| Agadez régió védett erdői                                                               |     | természeti | VII, X           | 2006 |      |
| Ounsolo időszakos tó                                                                    |     | természeti | IX               | 2006 |      |
| A Csád-tó nigeri része                                                                  |     | természeti | VII              | 2006 |      |
| A Niger folyó szigetei és völgyei                                                       |     | vegyes     | VII, IX          | 2006 |      |
| Aïr és Tenere természeti rezervátumai (kulturális helyszínként már felkerült a listára) |     | vegyes     | -                | 2006 |      |
| Nigeri dinoszaurusz lelőhelyek                                                          |     | vegyes     | IX               | 2006 |      |
| Madarounfai erdő és tó és a kilencvenkilenc szent sírja                                 |     | vegyes     | VII              | 2006 |      |